# Bob Maclennan
Bob Maclennan, właśc. Robert Adam Ross Maclennan, baron Maclennan of Rogart (ur. 26 czerwca 1936 w Glasgow, zm. 18 stycznia 2020) – brytyjski i szkocki polityk oraz prawnik, długoletni deputowany do Izby Gmin, par dożywotni.

## Życiorys
Kształcił się w The Glasgow Academy, następnie studiował w Balliol College w Oksfordzie, Trinity College na Uniwersytecie Cambridge i na Columbia University. W 1962 podjął praktykę prawniczą jako barrister w Nowym Jorku i Londynie, specjalizując się w prawie międzynarodowym.
Był działaczem Partii Pracy. W 1966 po raz pierwszy został wybrany do Izby Gmin w okręgu wyborczym Caithness and Sutherland. Z powodzeniem ubiegał się o reelekcję w ośmiu kolejnych wyborach, zasiadając w niższej izbie brytyjskiego parlamentu do 2001. Od 1997 reprezentował nowy okręg wyborczy Caithness, Sutherland and Easter Ross. W latach 1974–1979 pełnił funkcję podsekretarza stanu.
W 1981 opuścił laburzystów, dołączając do nowo powołanej Partii Socjaldemokratycznej. W 1987 został liderem socjaldemokratów, w 1988 współtworzył ugrupowanie Liberalnych Demokratów, powstałe z połączenia SDP i Partii Liberalnej. W 1988 przez kilka miesięcy wraz z liberałem Davidem Steelem tymczasowo liderował nowej formacji. W latach 1994–1998 pełnił honorową funkcję przewodniczącego Liberalnych Demokratów. W 2001 otrzymał tytuł barona i jako par dożywotni zasiadł w Izbie Lordów.